# شکم
شِکَم (به انگلیسی: Abdomen)، که در زبان عامه به غلط به آن دل نیز می‌گویند، در آناتومی به قسمتی از تنه گفته می‌شود که مابین دیافراگم از بالا و سطح فوقانی لگن خاصره از پایین قرار دارد.

## اندام‌های شکمی
شکم محل قرار گرفتن اندام‌های متعددی مانند معده، روده، طحال، کبد، لوزالمعده، کیسه صفرا، صفاق، کلیه، حالب، مثانه، رحم، غدد فوق کلیوی، تخمدانها و آپاندیس است. در پشت شکم ستون مهره‌ها قرار دارد.

## عضلات شکم
عضلات متعددی در جدار قدامی (جلویی) و خلفی (پشتی) شکم قرار دارند. عضلاتی که در دیوارهٔ قدامی خارجی شکم قرار دارند عبارتند از: عضله راست شکم، عضله مایل خارجی، عضله مایل داخلی و عضله عرضی شکمی.

## عروق شکم
عروق مهمی مانند شریان آئورت شکمی، ورید باب، بزرگ سیاهرگ زیرین و شبکه عصبی خورشیدی در شکم قرار دارند.

## نگارخانه

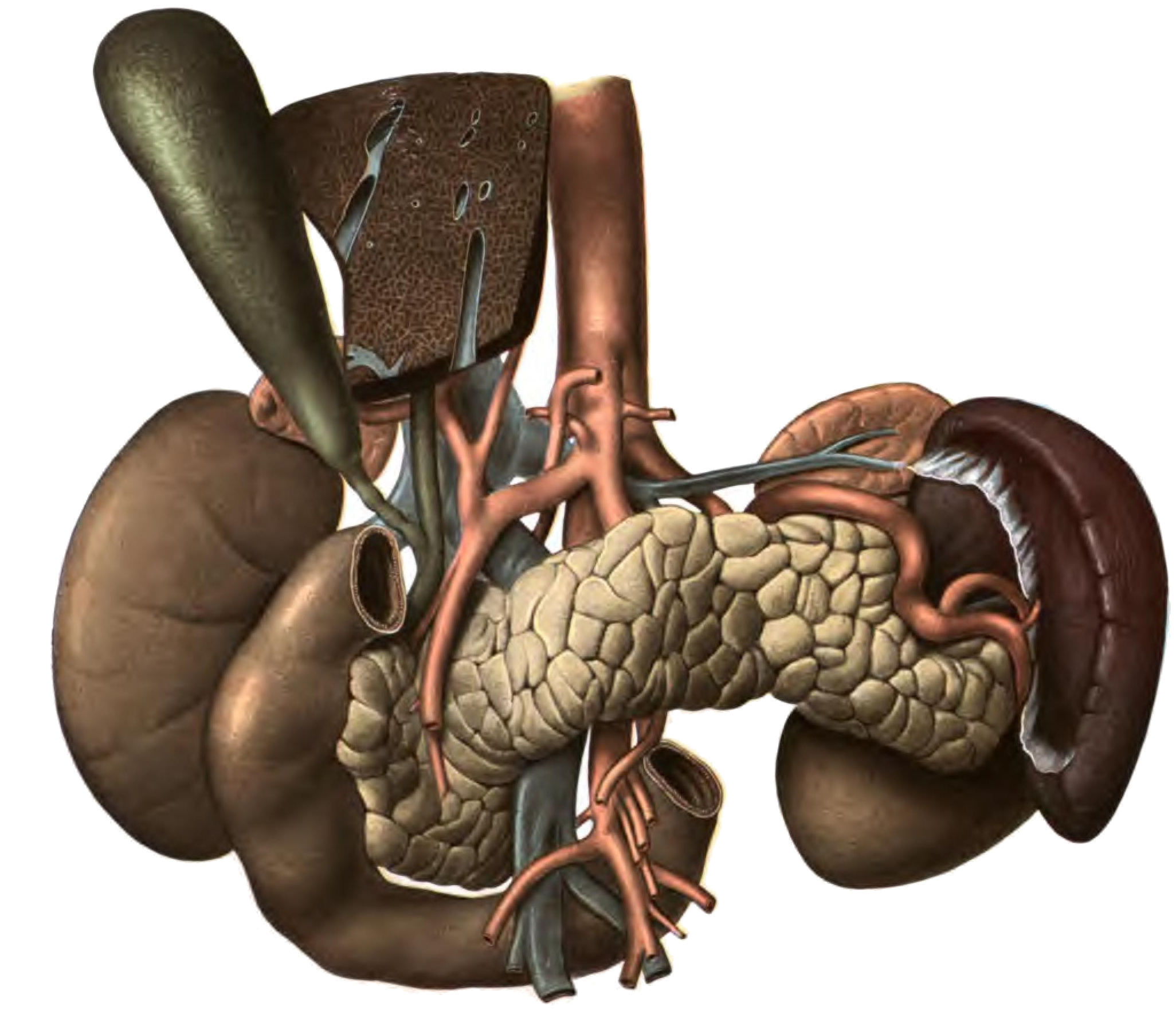
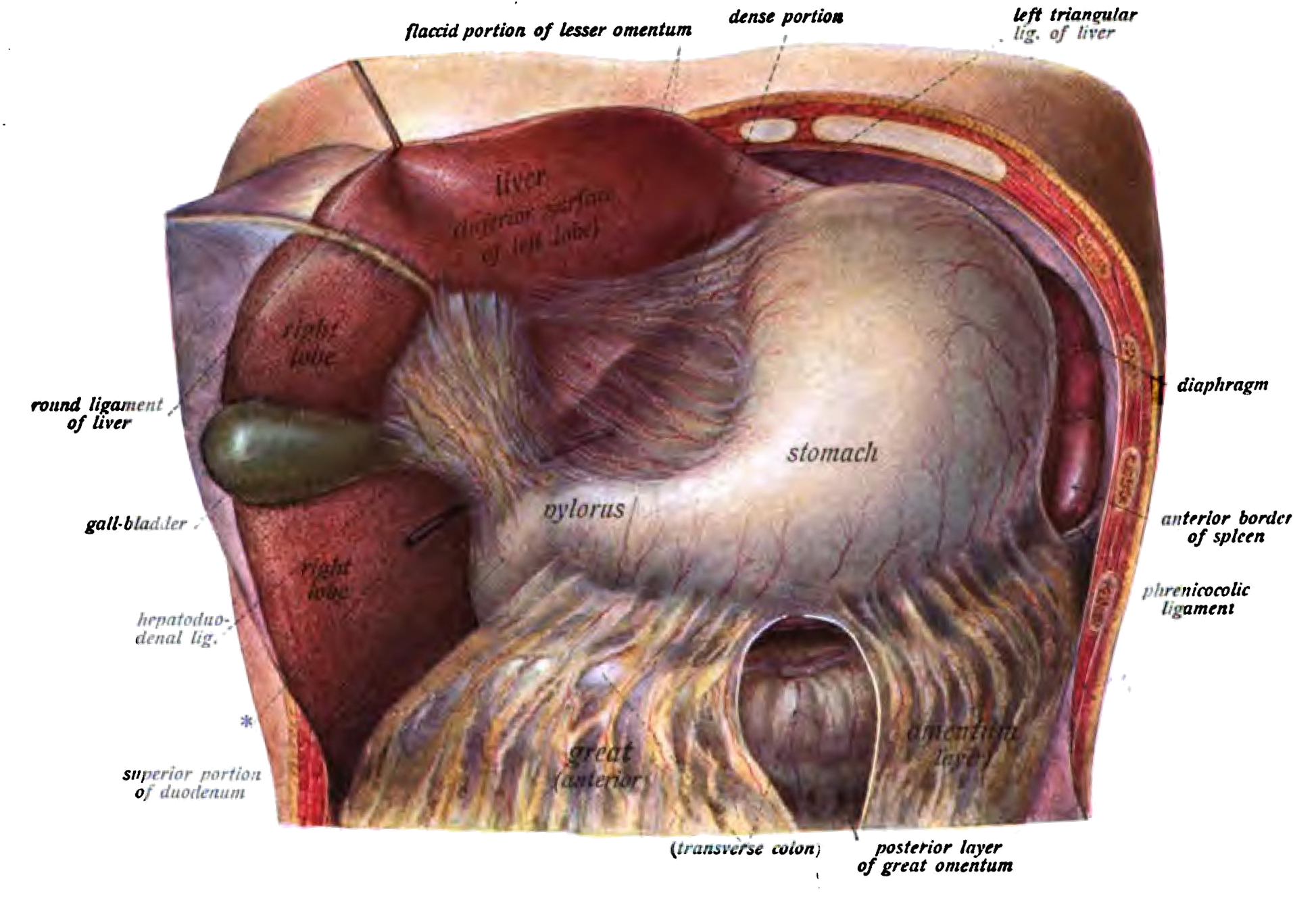